# Fernando Gómez de la Cruz
Fernando Gómez de la Cruz fue un periodista español.
Oriundo de Granada, fue periodista de profesión. En 1881 fundó el diario La Publicidad, diario de ideología republicana y anticlerical, y del cual sería propietario-director. Llegó a disponer también de una imprenta. Simpatizante republicano y seguidor del político Alejandro Lerroux, llegaría a ser miembro del Partido Republicano Radical. En 1931, poco después de la proclamación de la Segunda República, Gómez de la Cruz se convirtió en jefe del Partido Republicano Radical en Granada.
En Granada existe una calle denominada «Periodista Fernando Gómez de la Cruz» en su honor.